# Altendambach
Altendambach ist ein Ortsteil von Schleusingen im Landkreis Hildburghausen in Thüringen.

## Lage
Altendambach liegt südlich von Suhl an der Südabdachung des Thüringer Waldes in der Nähe der Bundesautobahn 73. Verkehrsmäßig ist der Ort über die Landesstraße 2634 mit Hirschbach und Bischofrod verbunden.

## Geschichte
Um 1330/40 ist der Ortsteil erstmals urkundlich genannt worden.
Der Ort, damals als Tanbach bezeichnet, geht von dem Jahr 1390 aus. Der umliegende Wald war zu dieser Zeit die Haupterwerbsquelle. 1514 gab es schon einen Förster. Außerdem wirkten im Dorf Böttcher, Gestellmacher, Holzhauer, Korbmacher und später auch Büchsenmacher. 1585 hatte der Ort eine Schule und 1617 wurde die evangelisch-lutherische Kirche geweiht.
Bis 1815 gehörte der Ort zum hennebergischen bzw. kursächsischen Amt Schleusingen und gelangte dann an den Kreis Schleusingen der neugebildeten preußischen Provinz Sachsen. Heute ist das Dorf ein Wohnort für 400 Personen. Auch Gewerbebetriebe haben sich angesiedelt. Ab 1970 kamen viele Erholungssuchende in das Walddorf.

## Persönlichkeiten
- Johann Adam Melsheimer (1683–1757), Förster und kurpfälzischer Jäger im Soonwald
- Arnold Zimmermann (1922–2015), Politiker (SED)